# Tiff Needell
Timothy "Tiff" Needell (Havant, Hampshire, 29 oktober 1951) is een Britse oud-Formule 1-coureur en presentator. Hij co-presenteerde het autoprogramma Top Gear en is lid van het presentatieteam van Fifth Gear.

## Formule 1-carrière
Needell reed in 1980 twee Grands Prix voor het team van Ensign, maar kwalificeerde zich slechts voor één ervan. Hij scoorde geen WK-punten.